# Ulrich Pschera
Ulrich Pschera, né le 2 juillet 1961, est un sauteur à ski est-allemand.

## Biographie
En 1978, il est médaillé de bronze aux Championnats d'Europe junior.
Un an plus tard, il devient vice-champion du monde junior de saut à ski.
Lors de la saison 1980-1981, il reçoit ses seules sélections chez les séniors, la Tournée des quatre tremplins, se classant treizième à Oberstdorf et Garmisch-Partenkirchen. En 1981, il est champion de RDA.

## Palmarès

### Championnats du monde de vol à ski
| Édition / Épreuve        | Individuel |
| ------------------------ | ---------- |
| Mondiaux 1981 Oberstdorf | 20e        |

### Coupe du monde
- Meilleur classement général : 66e en 1981.
- Meilleur résultat individuel : 13e.

### Championnats du monde junior
- Championnats du monde junior 1979 à Mont Sainte-Anne :
  -  Médaille d'argent en individuel.